# Гвацько Степан Петрович
Степан Петрович Гвацько (1933-1994) — український важкоатлет, майстер спорту (1960). Суддя міжнародної категорії в 1993. Кандидат педагогічних наук в 1982 р. Закінчив Львівський інститут фізичної культури в 1956 р.

## Біографія
Срібний призер молодіжної першості СРСР 1956р, учасник 4-х спартакіад України в 1956, 1959, 1963, 1967 рр. Голова Закарпатської області федерації важкої атлетики (1956—1977рр), ст. тренер обласної збірної ко-манди (до 1974). Очолював колегію суддівсекції Української ради Добровільного спорту товариства «Буревісник» (1978—1990), викладав в Ужгород. університеті з 1985 р. Ініціював проведення важкоатлетних турнірів. Автор книги «Атлетическая гимнастика» (Уж., 1988) і «Тяжелая атлетика укрепляет здоровье» (К., 1993).